# Nachal Tan
Nachal Tan (hebrejsky: נחל תן) je krátké vádí v severním Izraeli, v pohoří Karmel.
Začíná v nadmořské výšce přes 200 metrů nad mořem, v severní části města Haifa, v údolí lemovaném návršími zastavěnými haifskými čtvrtěmi Ramat Hadar a Vardija. Odtud vádí směřuje k severovýchodu, přičemž prudce klesá. Zleva přijímá vádí Nachal Even a pak zleva ústí do vádí Nachal Giborim, které jeho vody odvádí do Středozemního moře. Bezprostřední okolí toku je zalesněno, ovšem lemováno souvislou zástavbou města Haifa.